# 比拉尔瓦
比拉尔瓦，是西班牙加利西亚自治区卢戈省的一个市镇。 总面积379平方公里，总人口15365人（2001年），人口密度41人/平方公里。